# Canthyporus pauliani
Canthyporus pauliani är en skalbaggsart som beskrevs av Guignot 1951. Canthyporus pauliani ingår i släktet Canthyporus och familjen dykare. Inga underarter finns listade i Catalogue of Life.